# Kijek narciarski

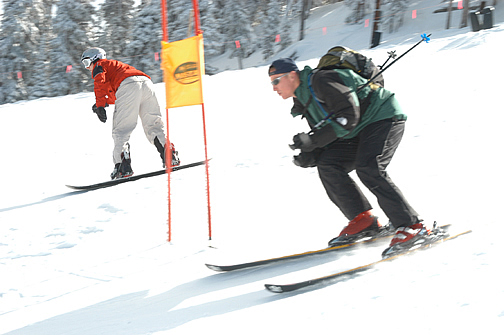
Kijki narciarza schowane pod jego ramionami

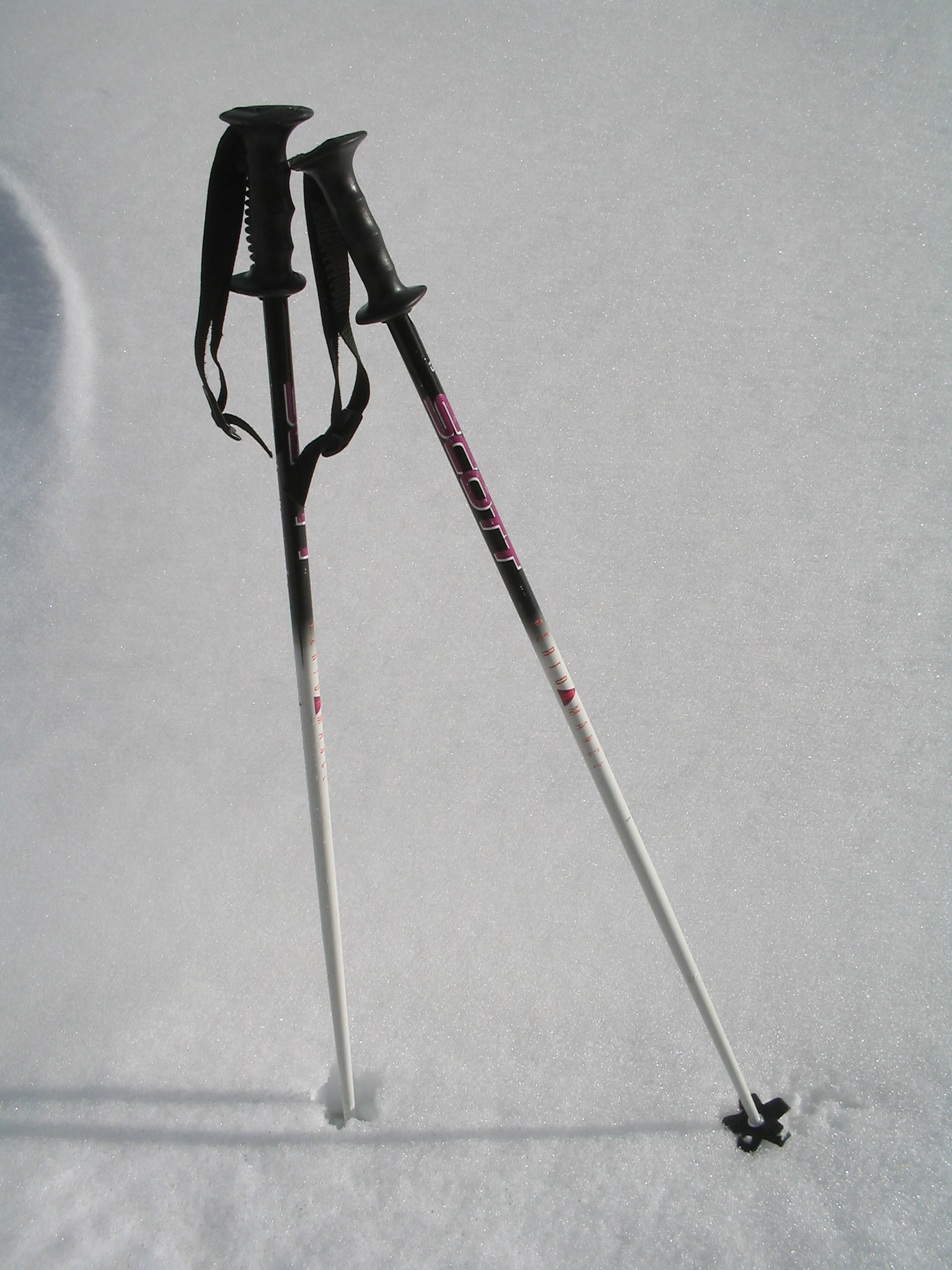
Nowoczesne, aluminiowe kijki

Kijki narciarskie są używane przez narciarzy do zwiększenia równowagi i prędkości. Rozwinęły się one prawdopodobnie od lasek używanych podczas jazdy lub od włóczni.
Gdy techniki skręcania nie były jeszcze dostatecznie rozwinięte jeden, długi kijek był zazwyczaj używany na pochyłej powierzchni. Narciarz mógł opierać się lub usiąść na kijku aby zwiększyć tarcie konieczne do zmniejszenia prędkości lub zatrzymania się.
Obecnie używane są dwa kijki, po jednym dla każdej ręki. Każdy kijek posiada okrągły "koszyk" zapobiegający zbyt dużemu zagłębianiu się kijka w śnieg. Na drugim końcu kijka dołączony jest pasek owijający nadgarstek, który uniemożliwia zgubienie kijka. Przy jeździe poza trasą (freeride), w szczególności w jeździe wśród drzew, pasek ten nie jest używany, gdyż istnieje ryzyko utknięcia kijka w ukrytej pod śniegiem gałęzi lub korzeniu, a co za tym idzie – uszkodzenia nadgarstka. Podczas jazdy skrętem carvingowym kijki najczęściej nie są używane.

## Kijki w narciarstwie biegowym i zjazdowym
Kijki są używane w biegach narciarskich, aby zwiększyć prędkość i równowagę. Kijki są też używane przez narciarzy alpejskich. Służą one, podobnie jak w biegu, zwiększeniu prędkości i równowagi.
W narciarstwie alpejskim kijek jest odpowiedniej długości wtedy, gdy staw łokciowy tworzy kąt prosty. Kijki w biegach narciarskich są dłuższe, dzięki czemu możliwe jest dłuższe odbicie. Kijki używane w skialpinizmie mogą być teleskopowe, co pozwala na dostosowanie ich w zależności od warunków śniegowych i kąta nachylenia stoku narciarskiego.
W niektórych konkurencjach (takich jak slalom gigant, supergigant, zjazd czy narciarstwo szybkie) kijki są zakrzywione, co pozwala na schowanie ich podczas szybkiej jazdy i zmniejszenie oporów powietrza.
Kijki nie są używane w skokach narciarskich i skiboardingu.
Kijki narciarskie do biegówek wykorzystywane są podczas jazdy na nartorolkach – konieczne jest jednak wymiana końcówki kijka na widiową.

## Wybór kijków
Kijki są decydującą częścią wyposażenia narciarza. Do zwykłego użytkowania wystarczają tanie, metalowe kijki. Bardziej zaawansowani użytkownicy mogą korzystać z kijków zrobionych z włókna węglowego bądź szklanego, które jest lekkie i wytrzymałe.
Szwedzki narciarz Gunde Svan starał się wprowadzić używanie jednego, długiego kijka. Podczas letniego treningu, pływając w kanadyjce zauważył, że łatwiej jest wiosłować jednym, długim wiosłem niż dwoma krótszymi. Postanowił więc przetestować jeden, długi kijek w narciarstwie biegowym, przynosząc go na jeden z treningów podczas Mistrzostw Świata w Narciarstwie Klasycznym 1985 w Seefeld. Niedługo później takie pojedyncze kijki zostały zakazane.